# جورج سيدهم
جورج سيدهم (و.28 مايو 1938 - ت.1 شعبان 1441 هـ / 27 مارس 2020)، ممثل كوميدي مصري.

## عن حياته
هو ممثل مصري من مواليد مدينة جرجا بمحافظة سوهاج في 28 مايو عام 1938م، تخرج في كلية الزراعة جامعة عين شمس عام 1961 قسم إنتاج حيواني وحاصل على ماجستير في التلقيح الصناعي، وكان يستعد للدكتوراه ثم توقف لانشغاله في الفن. ومتزوج من دكتورة صيدلانية.
بدأ جورج مشواره الفني موظفًا في فرق التلفزيون المسرحية التي تكوّنت مع بدء الإرسال التلفزيوني في مصر أوائل الستينيات، ثم مع فرقة ثلاثي أضواء المسرح التي كوّنها المخرج التلفزيوني محمد سالم وضمت جورج والضيف أحمد وعادل نصيف الذي هاجر فانضم بدلاً منه سمير غانم، واشتهر الثلاثي باسكتشات دكتور الحقني وكتوموتو، ثم انتقل نشاط الفرقة إلى المسرح، ومن أعمالها: طبيخ الملايكة (1964)، براغيت (1967)، مسرحية حواديت (1969)، فندق الأشغال الشاقة (1969)، كل واحد وله عفريت (1970)، الراجل اللي جوز مراته (1970).
كما لمعوا في أول فوازير لرمضان من إخراج محمد سالم فوازير ثلاثي أضواء المسرح (1968)، ثم فوازير وحوي يا وحوي (1969). ومن أعمال الثلاثي في السينما: القاهرة في الليل (1963)، منتهى الفرح (1963)، آخر شقاوة (1964)، آخر جنان (1965) المشاغبون (1965)، الشقيقان (1965)، ذكريات التلمذة (1965)، 30 يوم في السجن (1966)، رحلة السعادة (1966)، إضراب الشحاتين (1967)، شنطة حمزة (1967)، شاطئ المرح (1967)، بنت شقية (1967)، نورا (1967)، العريس الثاني (1967)، أفراح (1968)، 3 نساء (1968)، حلوة وشقية (1968)، الزواج على الطريقة الحديثة (1968)، نشال رغم أنفه (1969)، الحرامي (1969)، العميل 77 (1969)، لسنا ملائكة (1969)، المجانين الثلاثة (1970)، فرقة المرح (1970) واحد في المليون (1970).
وفي السادس من أبريل 1970 توفي أحمد الضيف، وعلى الرغم من وفاته إلا أن الفرقة استمرت بنفس الاسم لفترة وقدمت أعمال منها: إنت اللي قتلت عليوة (1970)، موسيكا في الحي الشرقي (1971)، جوليو ورومييت (1973)، فندق الثلاث ورقات (1974) أمام الفنان الكبير صلاح ذو الفقار، من أجل حفنة نساء (1974)، أزواج بلا ماضي (1975)، منطقة ممنوعة (1975)، المتزوجون (1976)، أهلاً يا دكتور (1981).
وفي 1983، انفصل جورج وسمير فنيًا وكوّن كل منهما فرقة مستقلة، مع استمرار اسم فرقة الثلاثي مع جورج الذي قدم بمفرده عدة مسرحيات منها: (درويش يتألق فرحا (1983)، جواز مع الاشتراك في الأرباح (1984)، كلام خواجات (1984)، لو أنت فأر أنا قطة (1988)، حب في التخشيبة (1994)، وآخر عمل قدمه للمسرح: نشنت يا ناصح (1995). لعب الأدوار الكوميدية بالإضافة إلى تميزه وإجادته أداء الأدوار النسائية الساخرة، بالإضافة إلى قدرته على الغناء وأداء الاسكتشات المسرحية من أشهر أعماله مسرحية المتزوجون مع صديقه سمير غانم.

## وفاته
في عام 1997 أصيب جورج سيدهم بجلطة في المخ نتج عنها حدوث شلل تام في الشق الأيمن من جسده، كما أثرت على مركز الكلام، مما أدى إلى ابتعاده عن الفن. وتوفي بعد معاناة طويلة مع المرض، في 27 مارس 2020 عن عمر ناهز 81 عامًا.

## أعماله

### الأفلام
- 1963: منتهى الفرح
- 1963: القاهرة في الليل
- 1964: بنت الحتة
- 1964: آخر شقاوة
- 1965: ذكريات التلمذة
- 1965: المشاغبون
- 1965: آخر جنان
- 1965: الشقيقان
- 1966: رحلة السعادة
- 1966: خان الخليلي
- 1966: جناب السفير
- 1966: 30 يوم في السجن
- 1967: نورا
- 1967: معسكر البنات
- 1967: معبودة الجماهير
- 1967: كرامة زوجتي
- 1967: شنطة حمزة
- 1967: شباب مجنون جدا
- 1967: شاطئ المرح
- 1967: بنت شقية
- 1967: إضراب الشحاتين
- 1967: العريس الثاني
- 1967: أخطر رجل في العالم
- 1968: حلوة وشقية
- 1968: أنا الدكتور
- 1968: الزواج على الطريقة الحديثة
- 1968: أفراح
- 1968: أشجع رجل في العالم
- 1968: 3 نساء
- 1969: نشال رغم أنفه
- 1969: غرام تلميذة
- 1969: العميل 77
- 1969: الحرامي
- 1970: واحد في المليون
- 1970: فرقة المرح
- 1970: لسنا ملائكة
- 1970: المجانين الثلاثة
- 1972: أضواء المدينة
- 1973: مدرسة المشاغبين
- 1973: امرأة سيئة السمعة
- 1973: البحث عن فضيحة
- 1974: قاع المدينة
- 1975: ممنوع في ليلة الدخلة
- 1975: بديعة مصابني
- 1976: نبتدي منين الحكاية
- 1976: ما بعد الحب
- 1976: عالم عيال عيال
- 1976: حب على شاطئ ميامي
- 1977: أونكل زيزو حبيبي
- 1978: قصر في الهواء
- 1978: رجب فوق صفيح ساخن
- 1978: أولاد الحلال
- 1978: البعض يذهب للمأذون مرتين
- 1978: أحلى أيام العمر
- 1980: ناس تجنن
- 1982: غريب في بيتي
- 1982: المعتوه
- 1985: الشقة من حق الزوجة
- 1986: دخان بلا نار
- 1995: الجراج

### المسلسلات
- 1964: بنت الحتة
- 1965: تركة جدو
- 1970: سيداتي آنساتي
- 1971: النصيب
- 1976: خان الخليلي
- 1979: ضيوف مزعجين جدا
- 1980: أصيلة
- 1982: ياسين وبهية
- 1983: البحث عن الضحية
- 1984: الغربان
- 1986: سنوات الضحك والدموع
- 1986: بلاغ للنائب العام
- 1987: صرخة بريء
- 1987: آسف لا يوجد حل
- 1989: سنوات الصبر
- 1990: قابيل وقابيل
- 1990: زغلول يلمظ شقوب
- 1992: رأفت الهجان (ج3)
- 1993: حواديت فكري أباظة
- 1993: كلام رجالة
- 1993: عصر الفرسان
- 1993: ألف ليلة وليلة
- 1994: عزبة القرود
- 1994: بوابة الحلواني (ج2)
- 1995: صباح الورد
- 1996: الرجل والليل
- 1997: بوابة الحلواني (ج3)

### المسرحيات
- 1964: طبيخ الملايكة
- 1967: حواديت
- 1967: براغيت
- 1969: فندق الأشغال الشاقة
- 1970: كل واحد وله عفريت
- 1970: إنت اللي قتلت عليوة
- 1970: الراجل اللي جوز مراته
- 1970: آخر موضة
- 1971: موسيكا في الحي الشرقي
- 1973: جوليو ورومييت
- 1974: من أجل حفنة نساء
- 1974: فندق الثلاث ورقات
- 1975: منطقة ممنوعة
- 1975: أزواج بلا ماضي
- 1976: المتزوجون
- 1981: أهلا يا دكتور
- 1983: درويش يتألق فرحا
- 1984: كلام خواجات
- 1984: جواز مع الاشتراك في الأرباح
- 1994: حب في التخشيبة
- 1995: نشنت يا ناصح
- 1999: رجل في المصيدة

### الفوازير
- 1968: فوازير ثلاثي أضواء المسرح
- 1969: وحوي يا وحوي
- 1997: الحلو ما يكملش

## روابط خارجية
- جورج سيدهم على موقع IMDb (الإنجليزية)
- جورج سيدهم على موقع الدهليز
- جورج سيدهم على موقع قاعدة بيانات الأفلام العربية
- جورج سيدهم على موقع ديسكوغز (الإنجليزية)
- جورج سيدهم على موقع كينوبويسك (الروسية)